# Xã Upper Mahantongo, Quận Schuylkill, Pennsylvania
Xã Upper Mahantongo (tiếng Anh: Upper Mahantongo Township) là một xã thuộc quận Schuylkill, tiểu bang Pennsylvania, Hoa Kỳ. Năm 2010, dân số của xã này là 655 người.